# Ministigmata minuta
Genre
Espèce
Ministigmata minuta, unique représentant du genre Ministigmata, est une espèce d'araignées mygalomorphes de la famille des Microstigmatidae.

## Distribution
Cette espèce est endémique de l'État d'Amazonas au Brésil,. Elle se rencontre vers Manaus.

## Description
Le mâle mesure 1,80 mm et la femelle 2,00 mm.

## Étymologie
Cette espèce est nommée en référence à sa petite taille.

## Publication originale
- Raven & Platnick, 1981 : A revision of the American spiders of the family Microstigmatidae (Araneae, Mygalomorphae). American Museum Novitates, no 2707, p. 1-20 (texte intégral).